# Christian Gumprecht

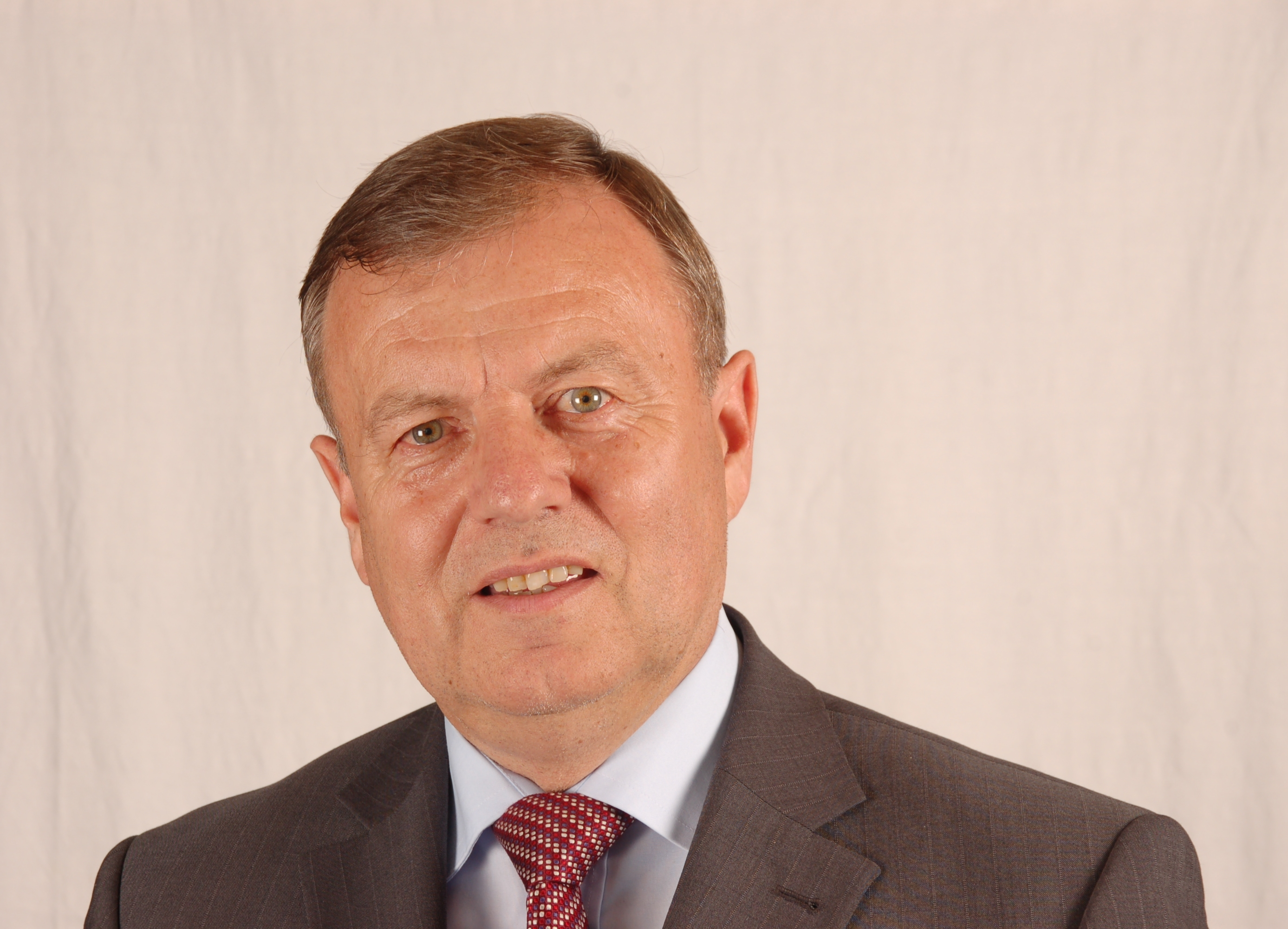
Christian Gumprecht, 2011

Christian Gumprecht (* 31. Juli 1950 in Windischleuba) ist ein deutscher Politiker (CDU), ehemaliger Landrat und von 2004 bis 2014 Mitglied des Thüringer Landtags.

## Beruflicher Werdegang
Nach dem Abitur 1969 und dem anschließenden Grundwehrdienst studierte Gumprecht ab 1971 Elektrotechnik in Ilmenau, was er als Diplomingenieur abschloss. Anschließend war er bis 1990 als Projektant in der Energiewirtschaft in Dresden und Leipzig tätig. Von 2000 bis 2001 arbeitete Gumprecht als Projektleiter für die Aufbaugesellschaft Ostthüringen, danach für die Landesentwicklungsgesellschaft Thüringen.

## Politik
1990 wurde Gumprecht zum Landrat des damaligen Kreises Altenburg gewählt. Im Oktober 1990 trat Gumprecht der CDU bei und wurde ihr Vorsitzender im Altenburger Land. 1994 wurde der Kreis Altenburg Teil des neu gegründeten Landkreises Altenburger Land, dessen Landrat Gumprecht bis 2000 blieb, als er in der Landratswahl gegen Sieghardt Rydzewski (SPD) unterlag.
Bei der Landtagswahl 2004 wurde Gumprecht als CDU-Direktkandidat im Wahlkreis Altenburger Land II in den Landtag gewählt. In der 4. Wahlperiode (2004 bis 2009) gehörte er den Landtagsausschüssen für Soziales, Familie und Gesundheit sowie für Natur und Umwelt an. Er verteidigte seinen Wahlkreis auch bei der Landtagswahl 2009; zur Landtagswahl 2014 trat er nicht mehr an.

## Soziales Engagement
Gumprecht ist Vorstandsvorsitzender der Verbraucherzentrale Thüringen e. V. und Vorstandsmitglied im Verein WTC (Verein zur Förderung des Technologietransfer). Er engagiert sich auch als Vorsitzender des Vereines "Kontakt" und ist Mitglied in den Vereinen Altenburger Folkloreensemble e. V., Kohlebahn e. V., Altenburger Bauernhöfe e. V. und Theaterverein Altenburg e. V.